# Giuseppe Vedovato
Giuseppe Vedovato (Greci, Campania, 1912. március 13. – Róma, 2012. január 18.) olasz társadalomtudós, elsősorban jogász, emellett politikus és történész is. Az Olasz Kereszténydemokrata Párt képviselője, szenátora, 1976-ig az igazságügyi minisztérium államtitkár-helyettese, az Európa Tanács parlamenti közgyűlésének tagja és 1972–1975 között elnöke. Alapítója és névadója az Európa Tanács strasbourgi könyvtárának, amely a saját itteni 35 000 kötetes könyvtárára épül. 2007-ben Az Európa Tanács strasbourgi palotájában felállították mellszobrát, amely a tizedik a sorban.
Édesapja 1916-ban elesett az első világháborúban, édesanyja 1924-ben halt meg. Salernóban járt középiskolába. Fiatalon versenyszerűen sportolt, olasz kenubajnok is lett. Az Olasz Földrajzi Társaság tagja is volt.
A második világháború után a magyar viszonyok is érdekelték. Már 1946-ban cikket írt „A magyar demokrácia válsága” címmel, amelyben Bibó Istvánra is hivatkozott. Míg Magyarországon Bibót még alig ismerték, Vedovato a tanulmányaiban gyakran említette, hivatkozva a Valóságban megjelent cikkeire. Magyarországon kitüntették többször is, így birtokosa a Magyar Köztársasági Érdemrend tisztikeresztje (1996), a Magyar Tudományos Akadémia nagyérme (1995), az MTA Pro Scientia Hungarica (1995) kitüntetéseknek. A Magyar Földrajzi Társaság tiszteletbeli tagja 1995-től.

## Magyar vonatkozású művei
- La Hongrie vers l'Europe: de la vocation à l'intégration; Collegium Budapest Institute for Advanced Study, Bp., 1998 (Public lecture series; Collegium Budapest Institute for Advanced Study)